# Pohjaslahti

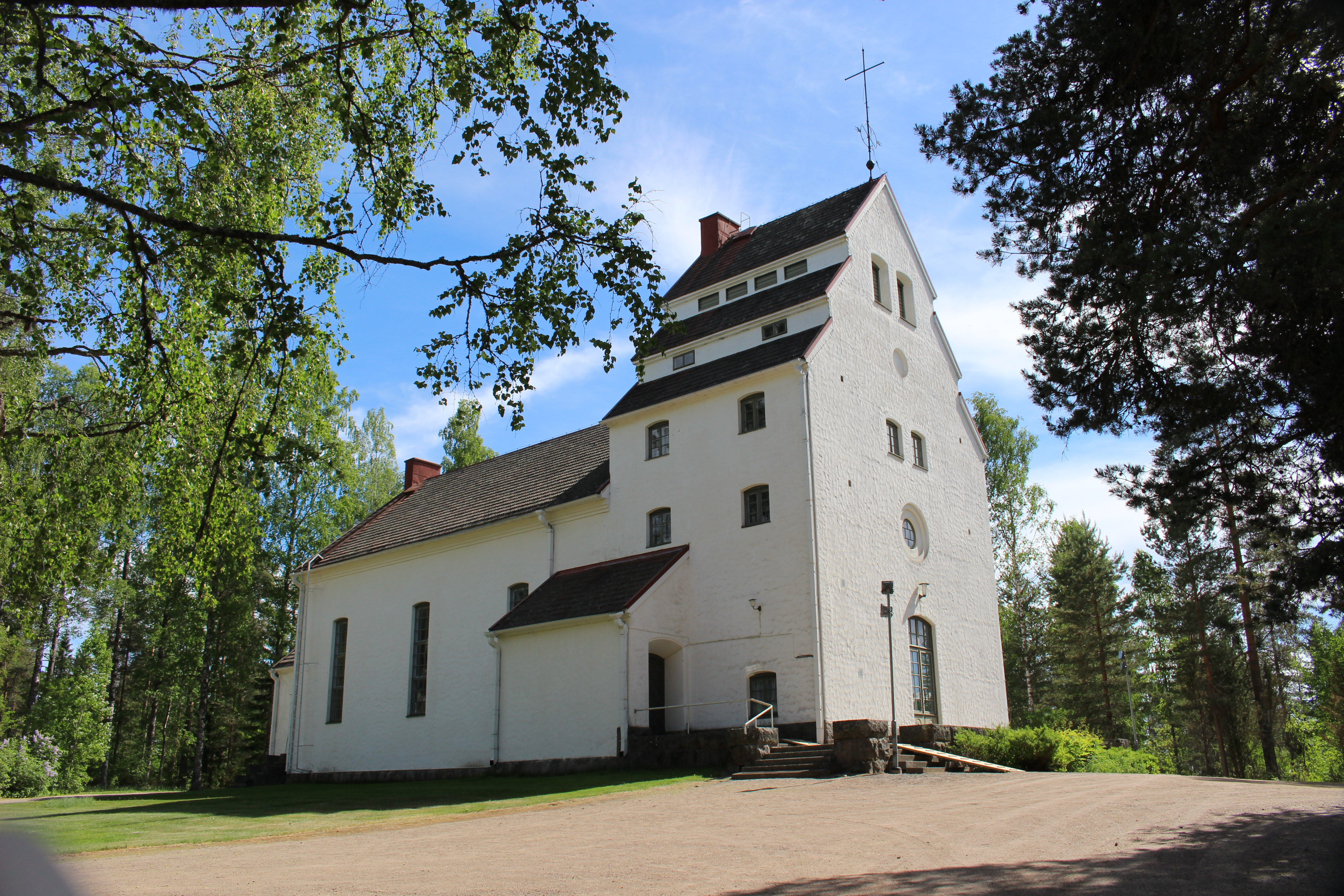
Ev. lut. kyrkan i Pohjaslahti, planerad av Kauno Kallio, redigerad år 1931

Pohjaslahti läge

Pohjaslahti var under åren 1941–1973 en kommun i Tavastehus län i Finland. Den avstyckades från kommunen Ruovesi år 1941 och upphörde 1 januari 1973 när den delades upp mellan kommunerna Vilppula och Virdois. Det högsta antalet invånare var under 1950-talet över 1800. Under den tiden ansågs kommunen vara en av de vackraste i Finland.